# Atiamuri
Atiamuri est une ancienne localité constituée lors de la construction d’une centrale électrique dans le centre de l’île du Nord de la Nouvelle-Zélande.

## Situation
Elle siège le long du trajet de la State Highway 1/S H 1 à environ 45 km au nord de la ville de Taupo.
Elle est limitée par le fleuve Waikato et entourée de plantations de pins.
Upper Atiamauri, juste au nord du fleuve Waikato, est une petite communauté de fermes de loisir (en), de fermes laitières et de service pour les fermes alentour.
Le mont Pōhaturoa  s’élevant à 520 m d’altitude
, est un volcan de type neck ou plug volcanique, très visible, qui domine le paysage du village d’Atiamuri.
Il donne un point de vue sur le  lac Atiamuri , qui s’est formé derrière le barrage (en) associé à la centrale hydroélectrique d’Atiamuri.

## Histoire
Cet affleurement rocheux, très marqué est significatif à la fois dans l’histoire des Te Arawa et des Ngati Raukawa (en), ayant été un lieu d’observation stratégique lors les conflits inter-tribaux .
Le lac d’Atiamuri fut constitué par l’implantation de la centrale hydroélectrique d’Atiamuri (en), qui fut terminée en 1958.
Le lac s’étend sur environ 5 km en amont en direction de la ville de Taupo avant de rencontrer l’autre barrage hydro-électrique de Ōhakuri (en).
La zone offre la possibilité de pêcher de grosses truites.

## La centrale d’Atiamuri
La centrale d’Atiamuri est une centrale hydroélectrique située sur le cours du fleuve Waikato, qui est la propriété de la société Mercury Energy (en).
Elle a une capacité totale de 84 MW et fut mise en service en 1958 .